# Legends (album av Dragony)
Legends är det österrikiska power metal-bandet Dragonys debutalbum, utgivet i november 2011 i egenregi och återutgivet 2012  på Limb Music, och i Japan på Stay Gold.
Ralf Scheepers (Primal Fear) bidrar med gästsång.

## Låtlista
1. "Of Legends..." (instrumental) – 1:29
2. "Burning Skies" – 5:34
3. "Land of Broken Dreams" – 6:28
4. "Dragonslayer" – 5:19
5. "Wings of the Night" – 5:00
6. "Vaults of Heaven" – 4:55
7. "The Longest Night" – 8:30
8. "Hero's Return" – 4:05
9. "The Ride" – 4:32
10. "Alcador" – 6:26
11. "Sparta (Elegy of Heroes)" – 7:09

## Medverkande
Musiker
- Siegfried Samer – sång
- Daniel Stockinger – gitarr
- Andreas Poppernitsch – gitarr
- Herbert Glos – basgitarr
- Georg Lorenz – keyboard
- Frederic Brünner – trummor

Bidragande musiker
- Ralf Scheepers – sång
- Tom Tieber – sång
- Katie Joanne – sång
- Sergio Tallo Torres, bakgrundssång, körsång
- Frank Pitters – bakgrundssång, körsång
- Anastasia Christaki – sång
- Sarah Maria Moser – sång
- Giannis Papaioannou – sång
- Martin Stein – sång
- Steve Wöhrer – sång
- Alen Đuričić - gitarrsolo
- Phil Porter – gitarrsolo

Produktion
- Frank Pitters – producent, inspelningstekniker, mixning
- Jakob Grabmayr – inspelningstekniker, mixning
- Mika Jussila – mastering
- Marta Nael – omslagskonst, design